# Demokratische Liga Chinas
Die Demokratische Liga Chinas (chinesisch 中國民主同盟 / 中国民主同盟, Pinyin Zhōngguó Mínzhǔ Tóngméng) gehört zu den so genannten „Acht demokratischen Parteien und Gruppen“ der Volksrepublik China im Gefolge der Kommunistischen Partei Chinas.

## Geschichte
Die Demokratische Liga Chinas entstand aus einem Bündnis von Parteien und politischen Verbänden, die weder zur regierenden Kuomintang noch zur Kommunistischen Partei Chinas gehörten. Sie wurde formal 1941 gegründet und nahm ihren heutigen Namen 1944 in Chongqing an, das zu dieser Zeit als provisorische Hauptstadt der Republik China während der japanischen Invasion diente. Ab Januar 1945 vertrat sie die Position, die Regierung solle gestützt und eine Koalitionsregierung aus allen Parteien gebildet werden. Je mehr sich die Demokratische Liga von der Kuomintang distanzierte, desto enger wurde ihr Verhältnis zur KP. Diese Tendenz führte zum Bruch mit konservativen Kreisen, welche die Liga verließen. Als die Regierung anstrebte, eine verfassungsgebende Nationalversammlung einzuberufen und Wahlen abzuhalten, boykottierte die Demokratische Liga das Vorhaben. Ein Teil der Sozialdemokraten verließ das Bündnis und schloss sich der Regierung an, während sich die Demokratische Liga der KP anschloss. Dies führte zum Verbot des Bündnisses und zur Strafverfolgung seiner Mitglieder. Mit dem Sieg der Kommunistischen Partei Chinas im Bürgerkrieg und der Ausrufung der Volksrepublik China im Jahr 1949 wurde die Demokratische Liga eine der „Acht demokratischen Parteien und Gruppen“, die von der kommunistischen Herrschaft geduldet wurden. Innerhalb der Jahre 1950 bis 1978 unterwarf sich die Demokratische Liga Chinas der KP-Führung gänzlich, jedoch wurden zahlreiche Mitglieder und Funktionäre Opfer politischer Verfolgung.

## Ideologie
Die Parteisatzung der Demokratischen Liga Chinas bekennt sich zur politischen Führung der KPCh und zur Loyalität zur politischen Richtung des aktuellen KP-Vorsitzenden. Die Liga strebt die Erneuerung des Landes durch Wissenschaft und Bildung an. In Gefolgschaft zur KP stehend, ist die Partei keine Opposition.

## Organisation und Mitgliedschaft
Im Aufbau ähnelt die Partei der Kommunistischen Partei Chinas. Das Organisationsprinzip der Demokratischen Liga ist folglich der Demokratische Zentralismus. Das höchste Parteiorgan ist der Nationalkongress. Die Mitglieder sind zum Gehorsam gegenüber der Parteiführung verpflichtet. Doppelmitgliedschaften in anderen Parteien sind möglich.

## Vorsitzende
1. Huang Yanpei (黄炎培): 1941–1941
2. Zhang Lan (张澜): 1941–1955
3. Shen Junru (沈钧儒): 1955–1963
4. Yang Mingxuan (杨明轩): 1963–1967
5. Shi Liang (史良): 1979–1985
6. Hu Yuzhi (胡愈之): acting, 1985–1986
7. Chu Tunan (楚图南): 1986–1987
8. Fei Xiaotong (费孝通): 1987–1996
9. Ding Shisun (丁石孙): 1996–2005
10. Jiang Shusheng (蒋树声): 2005–2012
11. Zhang Baowen (张宝文): 2012–2017
12. Ding Zhongli (丁仲礼): ab 2017[6]